# Borhy-völgyi-patak
A Borhy-völgyi-patak a Mátraalján ered, Visonta nyugati határában, Heves vármegyében, mintegy 150 méteres tengerszint feletti magasságban. A patak forrásától kezdve keleti irányban halad, majd Visonta és Halmajugra települések közt éri el a Bene-patakot.
A patak vize a Bene-patakon keresztül a Tarnába jut. A patak elsősorban a Bene-patak, másod sorban a Tarna, harmad sorban a Zagyva, negyed sorban a Tisza és mindezeken túl a Duna vízgyűjtő területein fekszik.
A Borhy-völgyi-patak a Tarna Vízgyűjtő-tervezési alegység működési területéhez tartozik.

## Part menti települések
A patak partjai mentén élők száma meghaladja a 2300 főt.
- Visonta
- Halmajugra